# Panyindangan (Buahdua)
Panyindangan is een bestuurslaag in het regentschap Sumedang van de provincie West-Java, Indonesië. Panyindangan telt 1764 inwoners (volkstelling 2010).